# روسوخه (استان اشوی‌داشکسیه)
روسوخه (به لهستانی: Rosochy) یک منطقهٔ مسکونی در لهستان است که در گمینا اوپاتوو (استان اشوی‌داشکسیه) واقع شده‌است. روسوخه ۱۶۰ نفر جمعیت دارد.